# Кинциг-Кульм
Кинциг-Кульм (также Кинцигкульм, нем. Kinzigpass или швейц. Chinzigpass, швейц. Chinzig Chulm) — высокогорный перевал в Швейцарии, достигающий высоты 2073 м. Известен тем, что в конце сентября 1799 года его в тяжелейших условиях (бездорожье, снежный покров) пересекла армия Суворова в ходе Швейцарского похода.